# Debden Green
Debden Green – osada w Anglii, w Esseksie. Leży 28,7 km od miasta Chelmsford i 20,4 km od Londynu. Debden Green jest wspomniana w Domesday Book (1086) jako Tippedana.